# Neue Stimmen

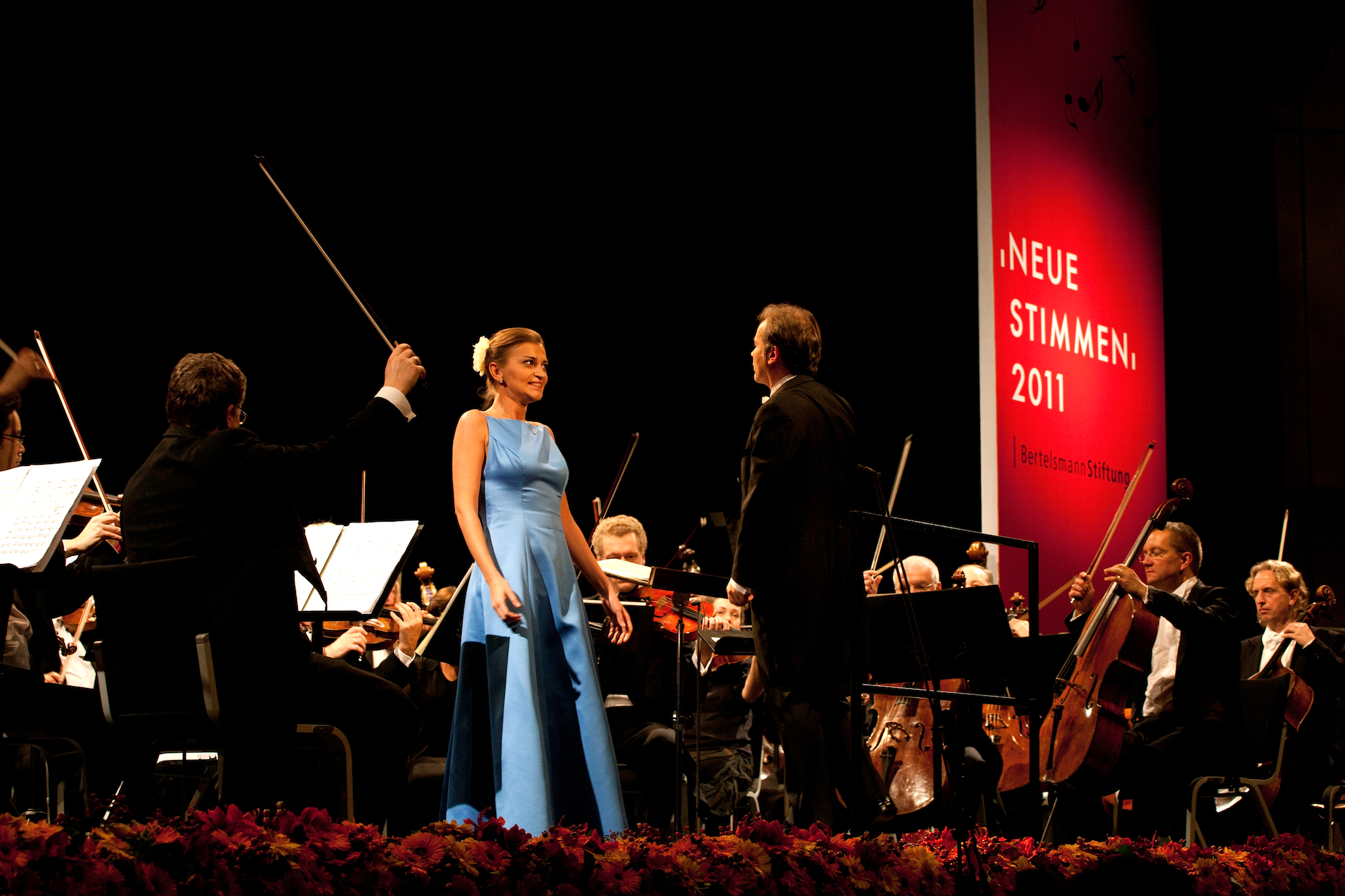
Maria Celeng, Neue Stimmen 2011

Neue Stimmen is een internationale zangwedstrijd. Liz Mohn zette in 1987 de eerste stappen om jong operatalent te stimuleren. Neue Stimmen wordt beschouwd als een kweekvijver voor jong talent en markeert voor veel deelnemers het begin van een internationale carrière. De zangwedstrijd wordt om de twee jaar georganiseerd door de Bertelsmann Stiftung in Gütersloh en is een van haar oudste projecten.

## Geschiedenis
In 1985 gaf de Berliner Philharmoniker onder leiding van Herbert von Karajan een concert in de Stadthalle van Gütersloh. Aanleiding was het 150-jarig bestaan van Bertelsmann. In het kader van het evenement raakte Von Karajan met Liz Mohn in gesprek over het gebrek aan steun voor operazangers. In Duitsland leek het in vergelijking met andere landen relatief moeilijk om nieuwe aanwas te vinden. Mohn, sinds 1986 lid van de adviescommissie van de Bertelsmann Stiftung, nam daarom het initiatief voor een internationale zangwedstrijd. August Everding, als zakelijk leider verbonden aan het Bayerische Staatstheater, bracht de nodige expertise in en speelde een belangrijke rol bij de realisering.
De eerste zangwedstrijd werd georganiseerd in samenwerking met de intendantengroep van de Duitse vereniging voor de podiumkunsten en vond in oktober 1987 plaats in de Stadthalle van Gütersloh. Anders dan bij andere lanceringsprogramma’s moesten de deelnemers optreden op een groot podium in een concertzaal, die ze met hun stem moesten vullen. Bovendien werden ze begeleid door een symfonieorkest. Parallel aan de wedstrijd organiseerde de Bertelsmann Stiftung een symposium waarbij deskundigen konden debatteren over het cultuurbeleid. Het project werd voortgezet.
Neue Stimmen was aanvankelijk een Europese aangelegenheid omdat alleen kandidaten opgeleid in Europa zich mochten aanmelden. Hierbij dient overigens te worden opgemerkt dat er van meet af aan kandidaten uit Oost-Europa bij zijn geweest. Vanaf het begin van de jaren negentig stroomden echter steeds meer aanmeldingen binnen uit andere landen, zoals China, Israël, Japan, Korea en de Verenigde Staten. Daarmee groeide Neue Stimmen uit tot een internationale zangwedstrijd. In de loop der jaren is het aantal aanmeldingen voortdurend gestegen. Vandaag de dag zijn er ongeveer 1.500 kandidaten.
Na de edities in 1987, 1988 en 1989 werd besloten de wedstrijden om de twee jaar te gaan organiseren. In 1997 vond de eerste masterclass plaats, die sindsdien wordt gehouden in de jaren tussen de wedstrijden. De masterclass is bedoeld ter ondersteuning van zeer getalenteerde kandidaten die eerder hebben deelgenomen aan Neue Stimmen. In 2012 werd als derde format een Liedmeister-class toegevoegd, die in 2013 en 2014 werd voortgezet. Op deze manier willen de organisatoren het lied als kunstvorm in stand houden. 

## Wedstrijd
De zangwedstrijd Neue Stimmen bestaat al 30 jaar. In 2017 hebben zich 1430 kandidaten uit 76 landen aangemeld. Een van de voorwaarden was dat ze ingeschreven stonden bij een conservatorium en al rollen hadden ingestudeerd of gespeeld. De leeftijdsgrens voor zangeressen bedraagt 28 jaar. Zangers mogen niet ouder zijn dan 30 jaar. De jury selecteert eerst de beste 40 tot 45 talenten. De selectie vindt wereldwijd plaats in transparante en deskundige omstandigheden, in bijvoorbeeld Beijing en New York. De toptalenten worden vervolgens uitgenodigd voor een eindronde in Gütersloh die leidt naar de halve finale en finale. De evenementen zijn toegankelijk voor het publiek en de kandidaten worden begeleid door repetitoren.

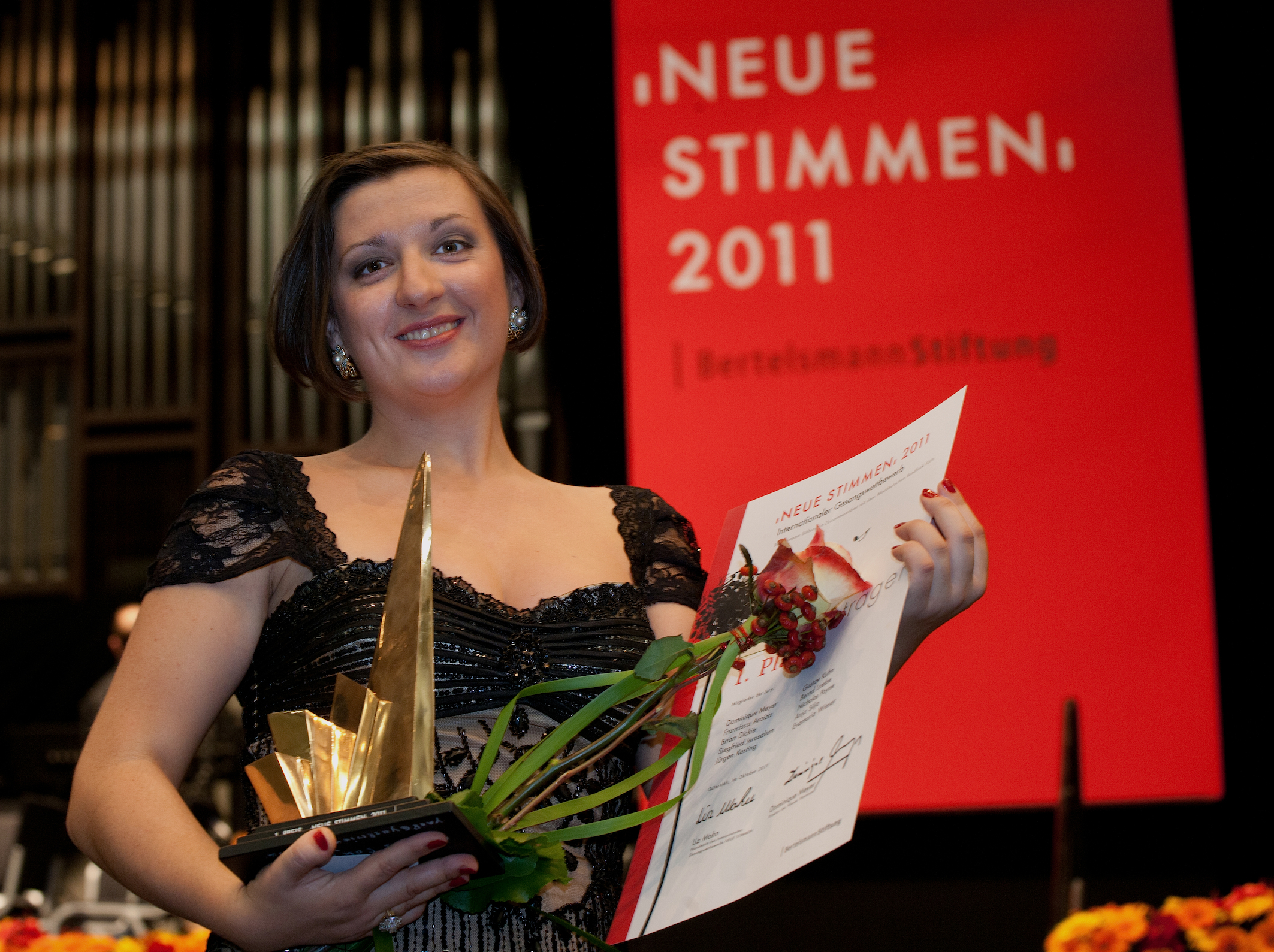
Olga Bezsmertna, Neue Stimmen 2011

Sinds 2013 zijn er afzonderlijke eerste, tweede en derde plaatsen voor vrouwelijke en mannelijke deelnemers zodat de kandidaten eerlijker beoordeeld kunnen worden. Het kan voorkomen dat twee winnaars op dezelfde plaats eindigen omdat de jury hen gelijkwaardig acht. Er zijn ook ondersteunings-, publieks- en andere speciale prijzen om zangers extra te ondersteunen in hun ontwikkeling. De winnaars van Neue Stimmen ontvangen geldprijzen. Ook daarna worden ze langdurig begeleid, bijvoorbeeld bij het vinden van belangrijke engagementen. Intendanten en agenten benutten de zangwedstrijd om veelbelovende talenten van over de hele wereld naar hun podia te lokken.

## Jury
August Everding zat de jury voor van 1987 tot 1997. Hij overleed kort voor de wedstrijd in 1999 en werd van 1999 tot 2001 vervangen door René Kollo. In 2001 nam Peter Ustinov het erevoorzitterschap van de jury op zich. Ook werd hij beschermheer van Neue Stimmen. In 2003, 2005 en 2007 zat Gérard Mortier de jury voor. Sinds 2009 is Dominique Meyer juryvoorzitter van Neue Stimmen.
Gustav Kuhn, sinds 1995 artistiek directeur van Neue Stimmen, heeft zijn functie volgens de Bertelsmann Stichting per 1 september 2018 op eigen verzoek neergelegd en zal niet deelnemen aan de Masterclass van 2018. Aanleiding hiervoor zijn de beschuldigingen aan zijn adres van aanranding en machtsmisbruik in zijn functie als directeur van de Tiroler Festspiele Erl. Brian Dickie is verantwoordelijk voor de voorselectie.